# Ernie Copland
Ernie Copland (1927. április 15. – 1971. december) skót labdarúgócsatár, edző.
A skót válogatott tagjaként részt vett az 1954-es labdarúgó-világbajnokságon.